# 젤다무쌍 하이랄의 전설들
젤다무쌍 하이랄의 전설들(영어: Hyrule Warriors Legend)는 3DS 버전으로는 2014년 4월 21일, 스위치 버전으로는 2018년 3월 22일에 발매된 2014년, 2018년의 액션 게임류 비디오 게임이다.

## 3DS 버전
젤다무쌍 하이랄의 전설들의 3DS 버전은 E3 2015때 공개되어 2016년 1월 21일에 발매되었다. 또한 한 전장에 여러 캐릭터들을 이용 가능하다(이는 전국무쌍 시리즈의 <전국무쌍>  크로니클에서 채용된 요소이다.). 또한 지난 2015년 10월 14일에는 젤다의 전설 무쥬라의 가면 ,한글화가 결정되었다.

## 닌텐도 스위치 버전
젤다무쌍 하이랄의 전설들의 닌텐도 스위치 버전은 '젤다무쌍 하이랄의 전설들 DX'(Hyrule Warrors Defenitive Edition)이라는 이름으로 2018년 1월 11일에 닌텐도 다이렉트 미니로 통해 게임은 3DS버전으로, 그래픽은 위 유 버전을 기반으로, 링크와 젤다에게는 젤다의 전설 브레스 오브 더 와일드의 코스튬의 추가, 그다음날 한국닌텐도 공식 홈페이지를 통해 스위치 버전의 한글화가 결정되었다. 또한 젤다무쌍 하이랄의 전설들 닌텐도 스위치 버전의 특징은 모든 DLC가 기본으로 탑재되었다는 것이다.

## 평가
젤다무쌍 하이랄의 전설들은 메타크리틱에서 액션 게임류 치고는 높은 점수인 78점(최신 이식작 닌텐도 스위치 버전 기준)을 받았다.

## 같이 보기
- 젤다무쌍 대재앙의 시대